# Bucanetes
Bucanetes là một chi chim trong họ Fringillidae.

## Hình ảnh

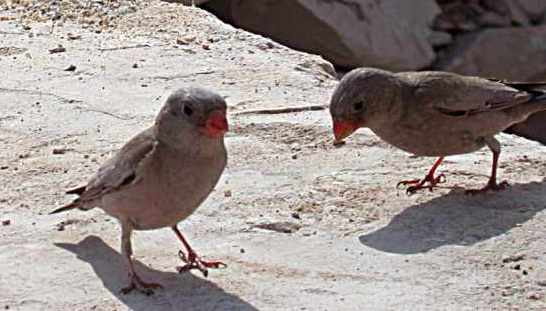
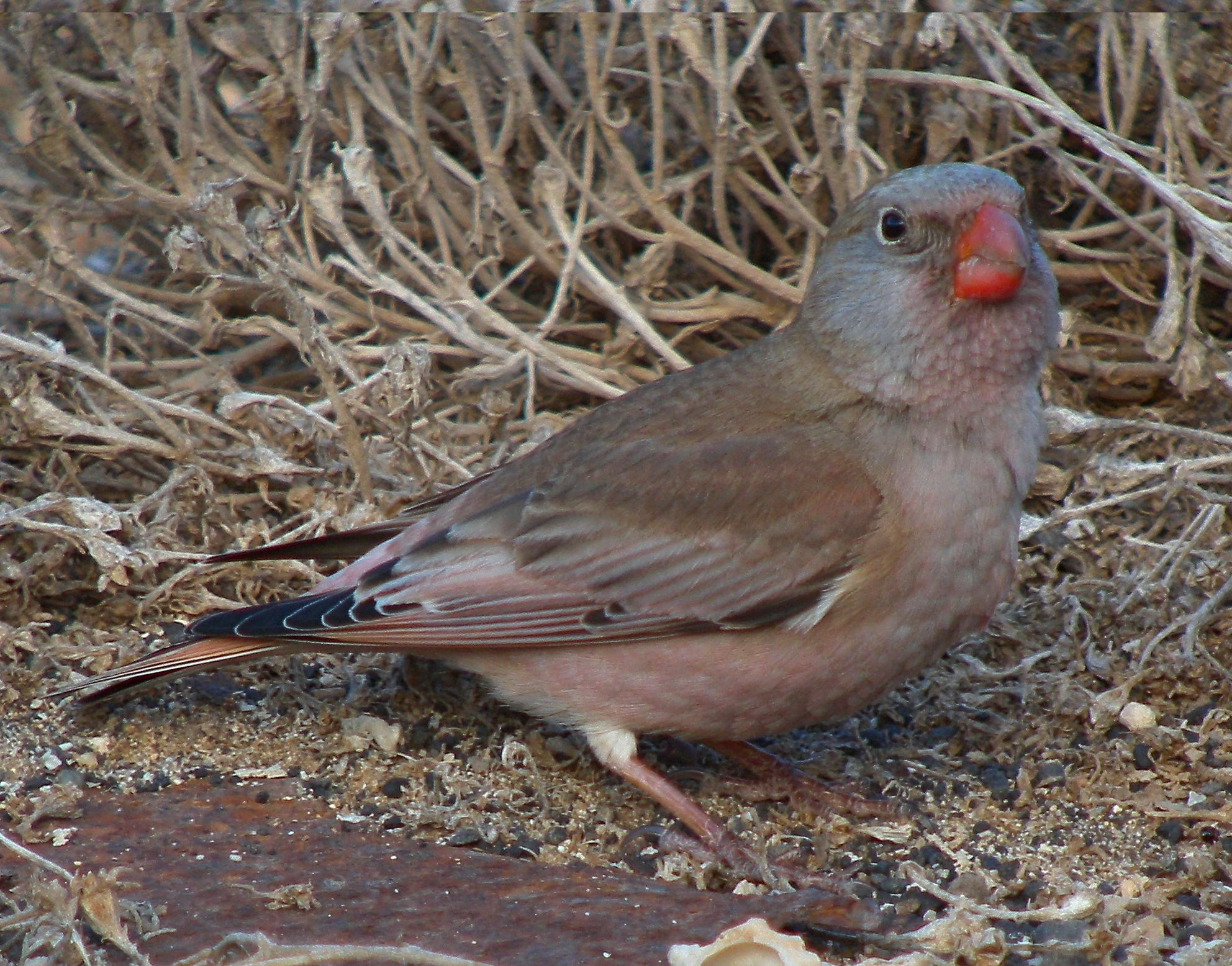